# Tremont (Mississippi)
Tremont is een plaats (town) in de Amerikaanse staat Mississippi, en valt bestuurlijk gezien onder Itawamba County.

## Demografie
Bij de volkstelling in 2000 werd het aantal inwoners vastgesteld op 390.
In 2006 is het aantal inwoners door het United States Census Bureau geschat op 396, een stijging van 6 (1,5%).

## Geografie
Volgens het United States Census Bureau beslaat de plaats een oppervlakte van
12,8 km², geheel bestaande uit land. Tremont ligt op ongeveer 138 m boven zeeniveau.

## Plaatsen in de nabije omgeving
De onderstaande figuur toont nabijgelegen plaatsen in een straal van 28 km rond Tremont.

## Geboren
- Tammy Wynette (1942-1998), country-zangeres